# Diploglottis harpullioides
Diploglottis harpullioides är en kinesträdsväxtart som beskrevs av Sally T. Reynolds. Diploglottis harpullioides ingår i släktet Diploglottis och familjen kinesträdsväxter. Inga underarter finns listade i Catalogue of Life.